# Lexicon recentis Latinitatis
Das Lexicon recentis Latinitatis (deutsch: Lexikon des modernen Latein) ist ein von der Stiftung Latinitas im Auftrag des Vatikans herausgegebenes lateinisches Wörterbuch.
Das Lexikon, das in seiner Erstausgabe über 15.000 Wörter des heutigen italienischen Sprachgebrauchs in lateinischer Übersetzung enthält, wurde in siebenjähriger Arbeit von 14 Latein-Experten des Vatikans unter Führung von Karl Egger herausgegeben. Sein Sinn liegt unter anderem darin, die eine Amtssprache des Vatikans, Latein, mit der anderen, Italienisch, auf gleichem aktuellen Stand zu halten. Damit soll gewährleistet werden, dass moderne soziale, politische, religiöse und andere Problemstellungen korrekt beschrieben werden können. Häufig sind die Neubildungen des Lexikons, die nicht ohne einen gewissen Humor entstanden sind, Entlehnungen aus dem Altgriechischen oder dem Italienischen, oft sind sie aber auch weniger Vokabeln im eigentlich Sinn als etwas umständliche Umschreibungen der gemeinten Sache, die es in der Antike naturgemäß noch nicht gab. Hier einige Beispiele:
- Barkeeper – tabernae potoriae minister (wörtl.: „Diener der Trinkgaststätte“)
- Basketball – follis canistrique ludus (wörtl.: „Spiel des Balls und des Korbs“)
- Computer – instrumentum computatorium (wörtl.: „Berechnungsgerät“)
- Droge – medicamentum stupefactivum (wörtl.: „betäubende Arznei“)
- Eisenbahn – ferrivia (vom italienischen „ferrovia“)
- Flirt – amor levis (wörtl.: „leichte Liebe“)
- Gangster – gregalis latro (wörtl.: „Gruppenräuber“)
- Handgranate – pyrobolus manualis (wörtl.: „Handfeuerwurfkörper“)
- Hot Pants – brevissimae bracae femineae (wörtl.: „äußerst kurze weibliche Hose“)
- Idiot – homo hebes (wörtl.: „schwachsinniger Mensch“)
- Kondom – tegumentum (wörtl.: „Überzug, Bedeckung“)
- Mazurka – saltatio Polonica (wörtl.: „polnischer Tanz“)
- Minigolf – pilamalleus minutus (wörtl.: „verkleinerter Ballhammer“)
- Nachtclub – taberna nocturna (wörtl.: „nächtliche Gaststätte“)
- Pizza – placenta compressa (wörtl.: „gepresster Kuchen“)
- Playboy – iuvenis voluptarius (wörtl.: „junger Lüstling“)
- Radar – radioëlectricum instrumentum detectorium (wörtl.: „radioelektrisches Gerät zum Aufspüren“)
- Rodeo – spectaculum equestre (wörtl.: „Reiterschau“)
- Sangría – potio mixta Hispanica (wörtl.: „gemischtes spanisches Getränk“)
- Schock – collapsus gravis (wörtl.: „schwerer Zusammenbruch“)
- Smog – fumus et nebula (wörtl.: „Rauch und Nebel“)
- Snob – homo affectatus (wörtl.: „affektierter Mensch“)
- Telenovela – fabula televisifica (wörtl.: „Geschichte im Fernsehen“)
- Videothek – pellicularum cinematographicarum theca (wörtl.: „Filmtheke“)
- Wodka – valida potio Slavica (wörtl.: „starkes slawisches Getränk“)
- Würstel – botellus Germánicus oder botellus Austríacus (wörtl.: „kleine deutsche bzw. österreichische Wurst“)

## Auflagen und Bearbeitungen
Das Wörterbuch erschien 1992/97 in einer zweibändigen Ausgabe mit Übersetzungen ins Italienische bei Libreria Editrice Vaticana  (Band 1, A—L, ISBN 88-209-1731-9; Band 2, M—Z, ISBN 88-209-2239-8). Eine einbändige Ausgabe wurde 2003 erneut bei Libreria Editrice Vaticana veröffentlicht (ISBN 88-209-7454-1).
1998 erschien bei Edition Lempertz eine deutsche Bearbeitung unter dem Titel Neues Latein-Lexikon (ISBN 978-3-933070-01-2), die 2001 textidentisch bei Klett als „PONS Wörterbuch des neuen Lateins“ (ISBN 978-3-12-517522-8) nochmals verlegt wurde. Ein Mitautor war der österreichische Bibelwissenschaftler und Latinist Suitbert H. Siedl.